# Ngino (Plemahan)
Ngino is een bestuurslaag in het regentschap Kediri van de provincie Oost-Java, Indonesië. Ngino telt 4765 inwoners (volkstelling 2010).